# 尹志強
尹志强（英語：Wan Chi Keung，1956年5月1日—2010年2月16日），暱稱尹佬，祖籍廣東新會，生於香港，是一名活躍於1970、80年代的香港職業足球員，司職中鋒，有「亞洲第一中鋒」之美譽。退役後轉任演員及從商，偶爾擔任體育評述員。其相恋26年的女友為著名香港電視藝員米雪，歌手梁漢文為其外甥。

## 生平

### 接觸足球
尹志強在大坑東邨長大，自7歲起接觸足球，出身於卜公青年軍，年紀輕輕已經代表香港出戰亞少盃。於1974年畢業於堅道英文書院（九龍分校），並於同年入選香港青年軍，同年以18歲之齡被香港球會班霸南華足球隊羅致旗下，展開其職業足球生涯。除南華外，還效力過精工及麗新花花等甲組球會，也曾是香港足球代表隊的主力成員。

### 巔峰時期
尹志強憑高大身形、強大衝刺力、頂上功夫出色等優厚條件，成為1970、80年代香港足球全盛時期的風頭人物，屬典型柱躉式中鋒。甫加入南華已在1975年至1978年協助球會奪得香港甲組聯賽3連霸。1977年尹志強代表香港隊出戰在新加坡舉行的世界盃亞洲區外圍賽A組賽事，最後力壓東道主新加坡進入第二圈賽事，於亞洲球壇嶄露頭角。四年後的另一屆世界盃外圍賽，尹志強在主場對戰北韓時頭槌建功，其頂上功夫及剛猛射術，為他贏得「亞洲第一中鋒」美譽，揚威海外。
自「香港足球最佳11人」獎項於1977年創立，尹志強在1978年至1980年連續三年入選，並曾六度於香港足球明星選舉獲選為「足球明星」，屢獲殊榮。1985年的「5.19之役」，尹志強協助香港隊擊敗較有優勢的中國國家隊，取得世界杯外圍賽分組出線資格，登上其足球事業的巔峰。然而，尹志強的球員黃金時期，正值「香港球王」胡國雄如日中天之時，故從未登上「香港足球先生」寶座。

### 退役
尹志强為香港隊征戰大小戰役超過10年，於1989年掛靴後在演藝界及商界發展。擔任體育節目主持，並參演多部電視劇、電影，擅長演戇直幹探，深入民心。曾客串賣座電影《無間道系列》，飾演高級警司。尹志强於1992年証實患上鼻咽癌，經治療後痊癒。
尹志强先後經營酒吧、保鑣公司，還集資1,000萬元成立「尹佬體育網」，亦與女友米雪聯名擁有馬匹晨曦映雪。他一手創立Wanasports (威倫堡) 運動品牌，推出高爾夫球服飾及產品，2001年更曾在創業版上市成為公司主席，惜2003年停牌；2005年因健康轉弱辭任主席，專心養病。除發展個人事業外，尹志強亦熱心公益。
他與一眾娛樂圈友好於1986年成立香港明星足球隊，積極推動慈善工作。又與米雪擔當義工，分享抗癌經歷，激勵病人面對逆境。二人亦共同助養中國內地兒童，更有志在內地興建學校。尹志強於2003年獲頒「十大愛心之星」，以表揚其對社會之貢獻。

### 逝世
2008年，被傳媒攝得身型暴瘦的照片，此後亦不時傳出健康轉差的報導，惟一一被米雪否認。2010年2月16日早上7時30分左右尹志強在元朗青榕徑的加州花園寓所昏迷，送往沙田威爾斯親王醫院搶救，延至早上8時45分因身體機能衰退不治，終年53歲；他去世時十分安詳，女友及家人均陪伴身邊。

## 生榮死哀
香港民政事務局讚揚尹志強對香港足球發展貢獻良多，對他的離世表示惋惜。中國官方通訊社新華社亦以「前『亞洲第一中鋒』香港足球隊員尹志強病逝」報道他的死訊。
尹志強身後，各界積極籌辦悼念活動。「尹志強紀念足球日」於2010年2月27日假香港灣仔修頓運動場舉行。邀得晨曦元老隊、明星足球隊、1977年香港隊及1985年香港隊分組進行友誼賽，並由尹志強生前好友著名足球評述員黃興桂擔任司儀，3千名市民到場同悼一代中鋒。
2010年3月11日晚上，其母會卜公體育會於灣仔修頓運動場舉行紀念賽，邀請曙光、街老鼠等球隊一同比賽，並頒贈紀念品予尹志強父親及女友米雪，並以鼓掌一分鐘來懷念尹志強。
由米雪及明星足球隊籌辦的「巨星尹落惜別會」於2010年3月27日在青衣運動場舉行，免費開放予市民入場悼念，全場爆滿。現場除播放尹志強生前片段外，亦展出其昔日的南華9號球衣以供凴弔。尹志強昔日南華、精工球隊隊友組成南華精工聯隊，與明星足球隊進行一場友誼賽。外甥梁漢文射入兩球，其中一球更以頭槌頂入，向他敬愛的舅父致敬。

## 出品人

### 電影
- 1996年：中國Ｏ記之血腥情人

## 演出作品

### 電影
- 1981年：執法者 飾 李威
- 1981年：單程路
- 1982年：獵頭
- 1982年：Friend過打Band
- 1983年：同線車
- 1986年：殺妻二人組
- 1987年：城市麗人
- 1987年：東方禿鷹
- 1991年：豪門夜宴
- 1993年：至尊三十六計之偷天換日 飾 劉耀祖
- 1995年：冇面俾
- 1995年：元洲街王后 飾 阿威
- 2002年：無間道 飾 梁警司
- 2003年：無間道Ⅱ 飾 梁警司
- 2003年：無間道Ⅲ之終極無間 飾 梁警司
- 2004年：當碧咸遇上奧雲
- 2004年：2004新紮師兄 飾 黎Sir

### 電視劇

#### 亞洲電視
- 1983年：101拘捕令 飾 何子維
- 1984年：101拘捕令第二輯之熱線999 飾 陳達偉
- 1984年：101拘捕令第三輯之勇敢新世界 飾 查繼藩
- 1989年：皇家檔案I之「燃燒的龍」 飾 阿漢
- 1989年：野櫻花 飾 周志邦
- 1989年：小小大女人 飾 柴頭
- 1989年：霹靂神將 飾 桑剎
- 2003年：萬家燈火 飾 胡斐

## 外部連結
- 尹志強在香港影庫上的簡介